# リキ・ルコティ
リキ・ルコティ（Riki LeCotey）、別名：リドル (Riddle) は、アメリカ合衆国を拠点として活動しているカナダのコスプレイヤー、モデル、衣裳デザイナー。
一部の人々は、彼女を北アメリカにおけるトップ・コスプレイヤーのひとりと考えており、世界的にもそうだと考える向きもある。
ルコティは十年以上コスプレイヤーとして活動しており、合衆国を始め、ドバイ、アイルランド、チリ、イギリスなど世界各国における数多くのコンベンションに、コスプレの審査員や特別ゲストとして顔を見せている。2013年から2014年にかけて放映されたSyfy（サイファイ）チャンネルのリアリティ・ショー『Heroes of Cosplay』の2回のシーズンの両方に出演していた。彼女は、映画『X-MEN:ファースト・ジェネレーション』や『シビル・ウォー/キャプテン・アメリカ』に特殊な衣裳を着て登場し、PBA の2012年のドキュメンタリー『Cosplay: Crafting a Secret Identity』にフィーチャーされた。彼女はまた、慈善グループ「Cosplay for a Cause」を創設し、その最初のプロジェクトとして、2011年の東日本大震災の津波被害を受けて3万ドルの募金を集めて日本赤十字社に提供した。

## 出演
| 年   | 番組名            | 配役         | 典拠 |
| ---- | ----------------- | ------------ | ---- |
| 2013 | Heroes of Cosplay | Riki LeCotey |      |
| 2014 | Heroes of Cosplay | Riki LeCotey |      |

## ギャラリー

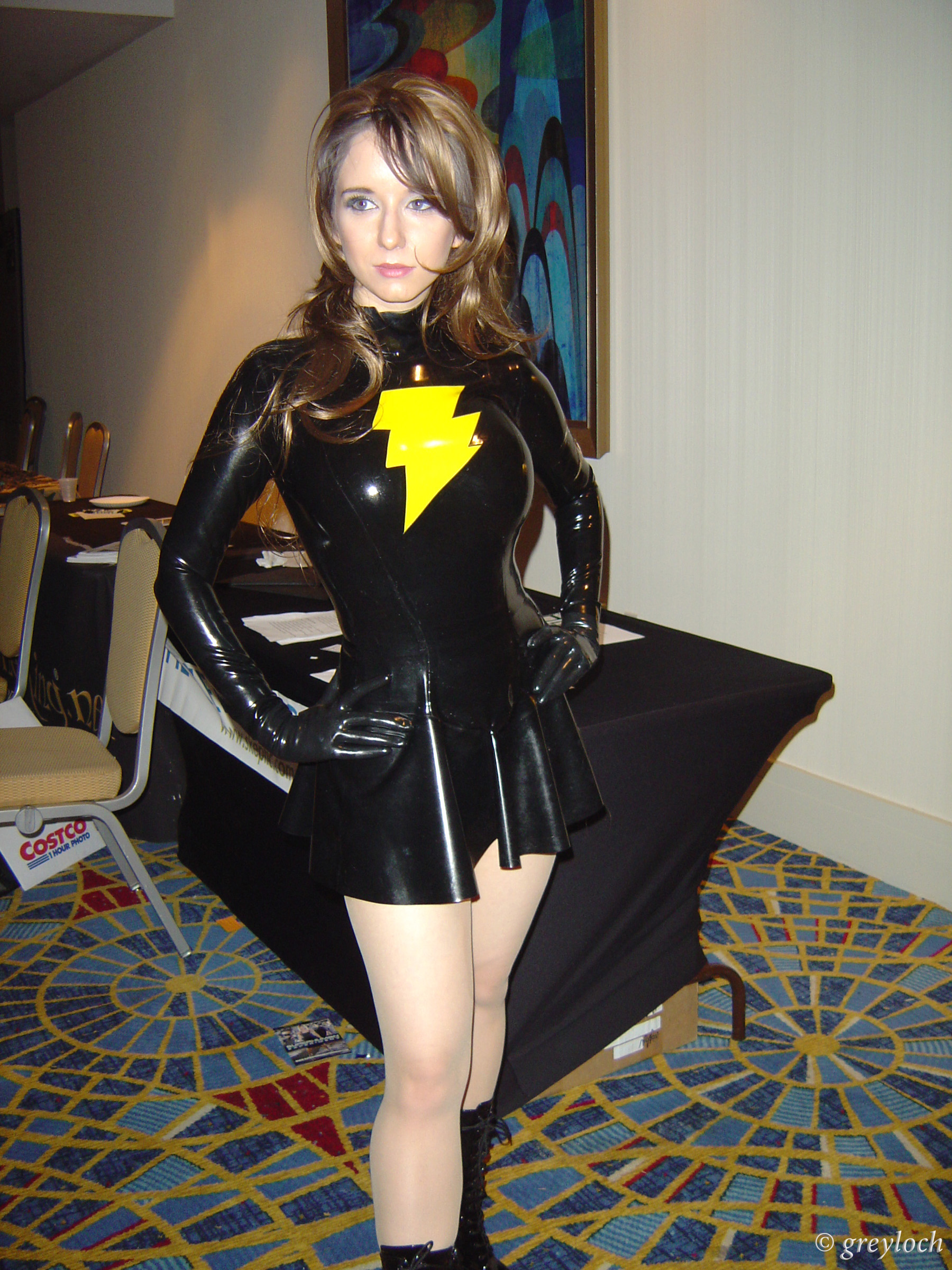
メアリー・マーベル、ドラゴン・コン 2008
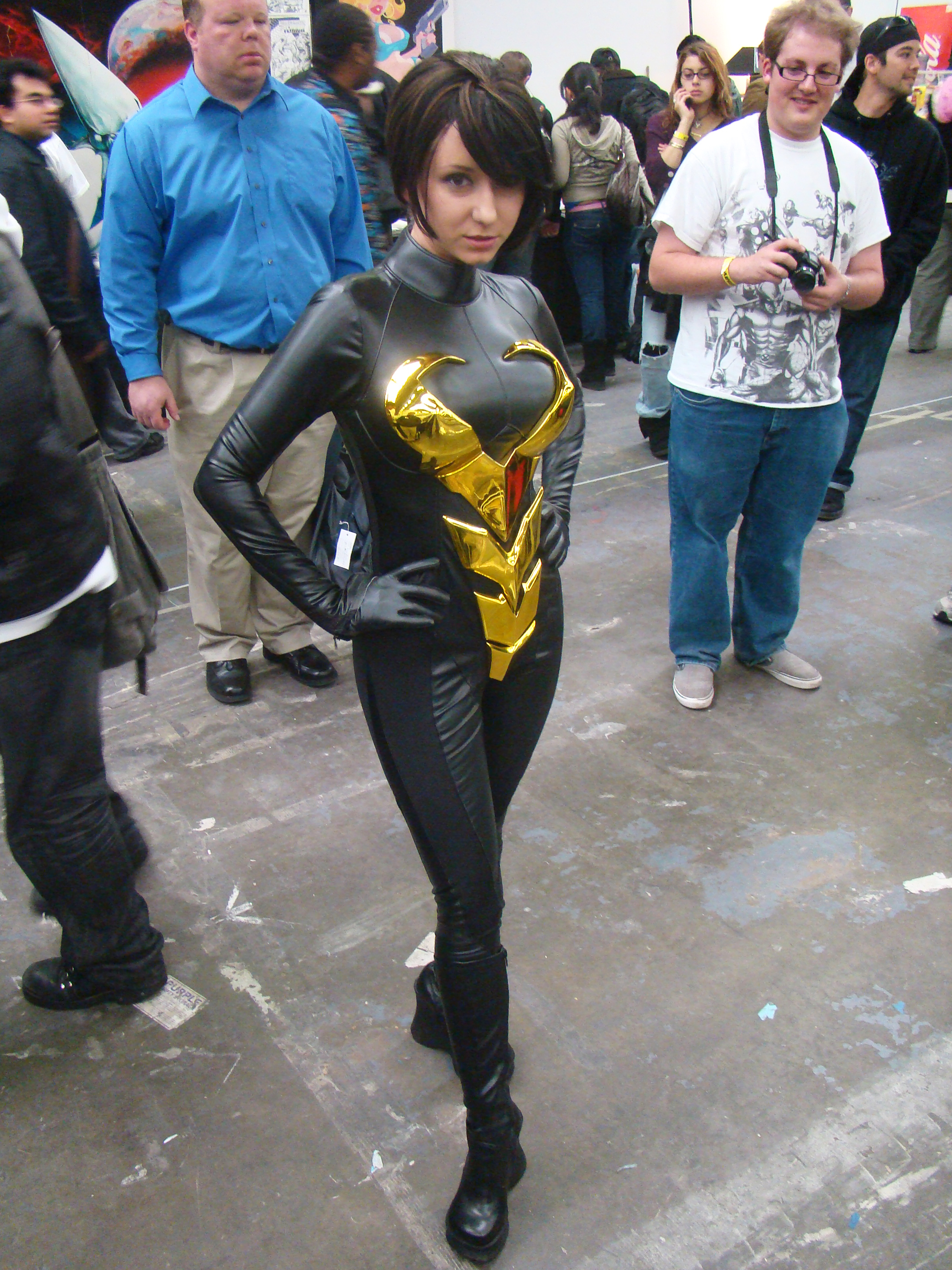
ワスプ、ビッグ・アップル・コミコン（英語版） 2009
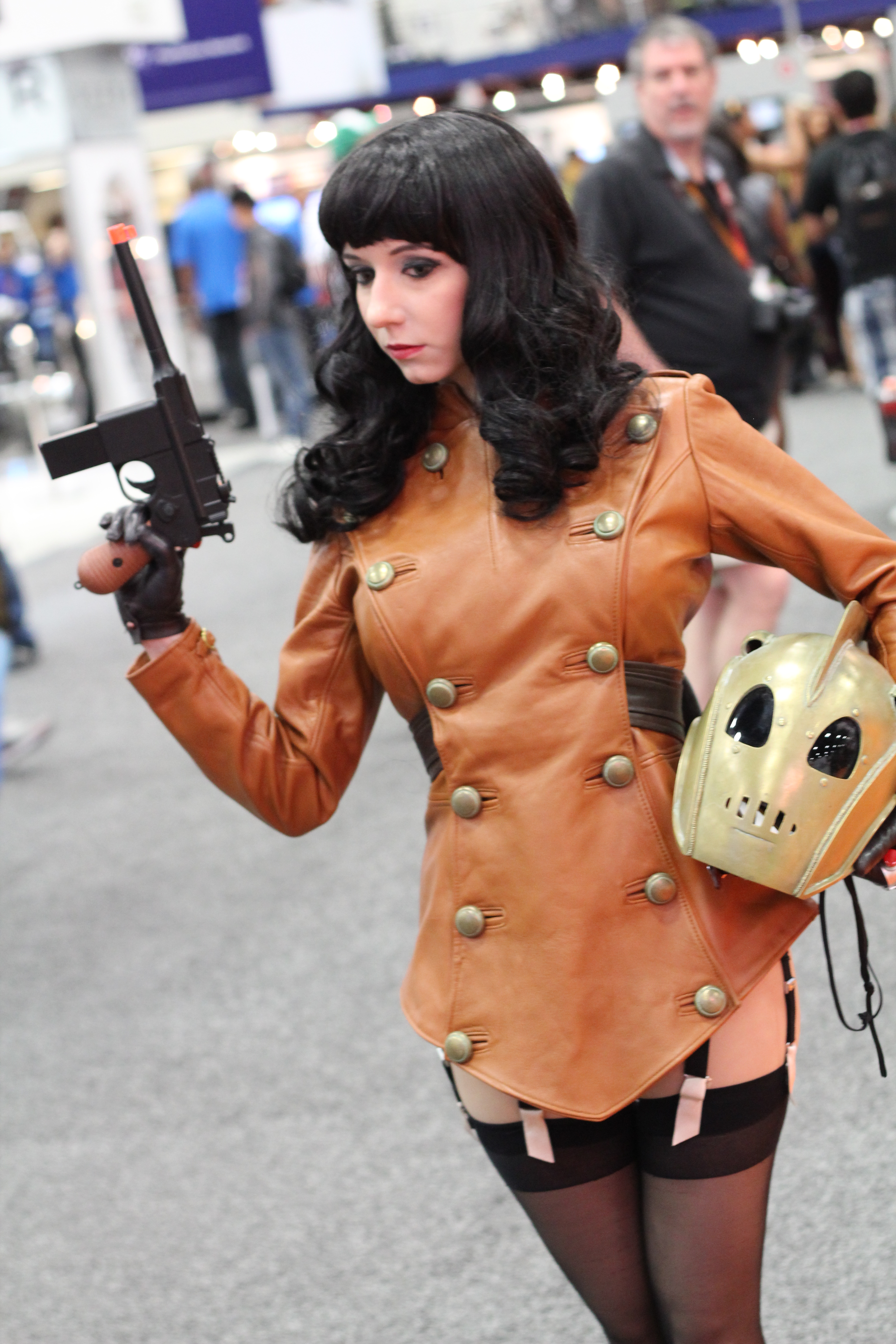
ロケッティア、サンディエゴ・コミコン 2012
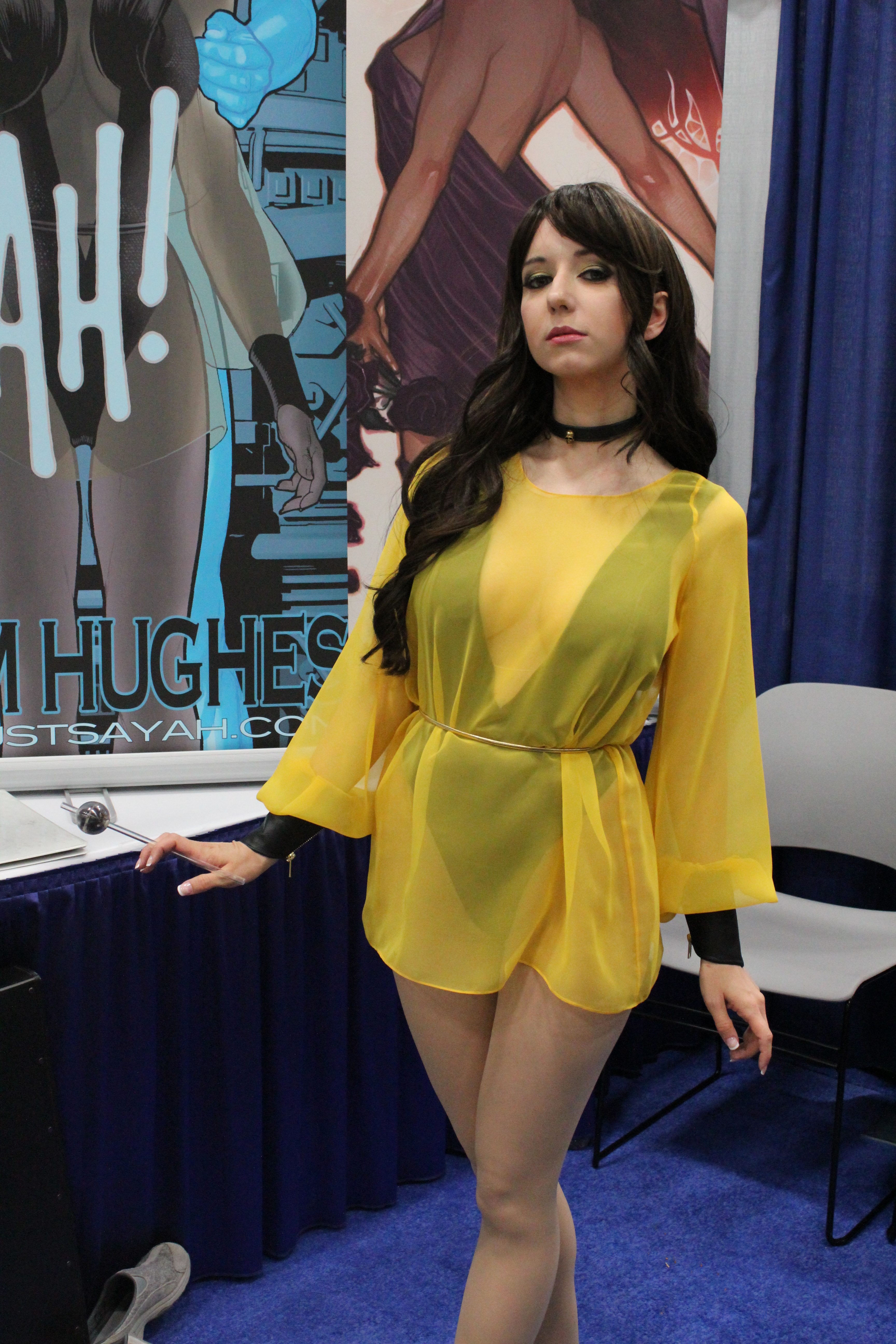
シルク・スペクター（英語版）（『ウォッチメン』）、サンディエゴ・コミコン 2012
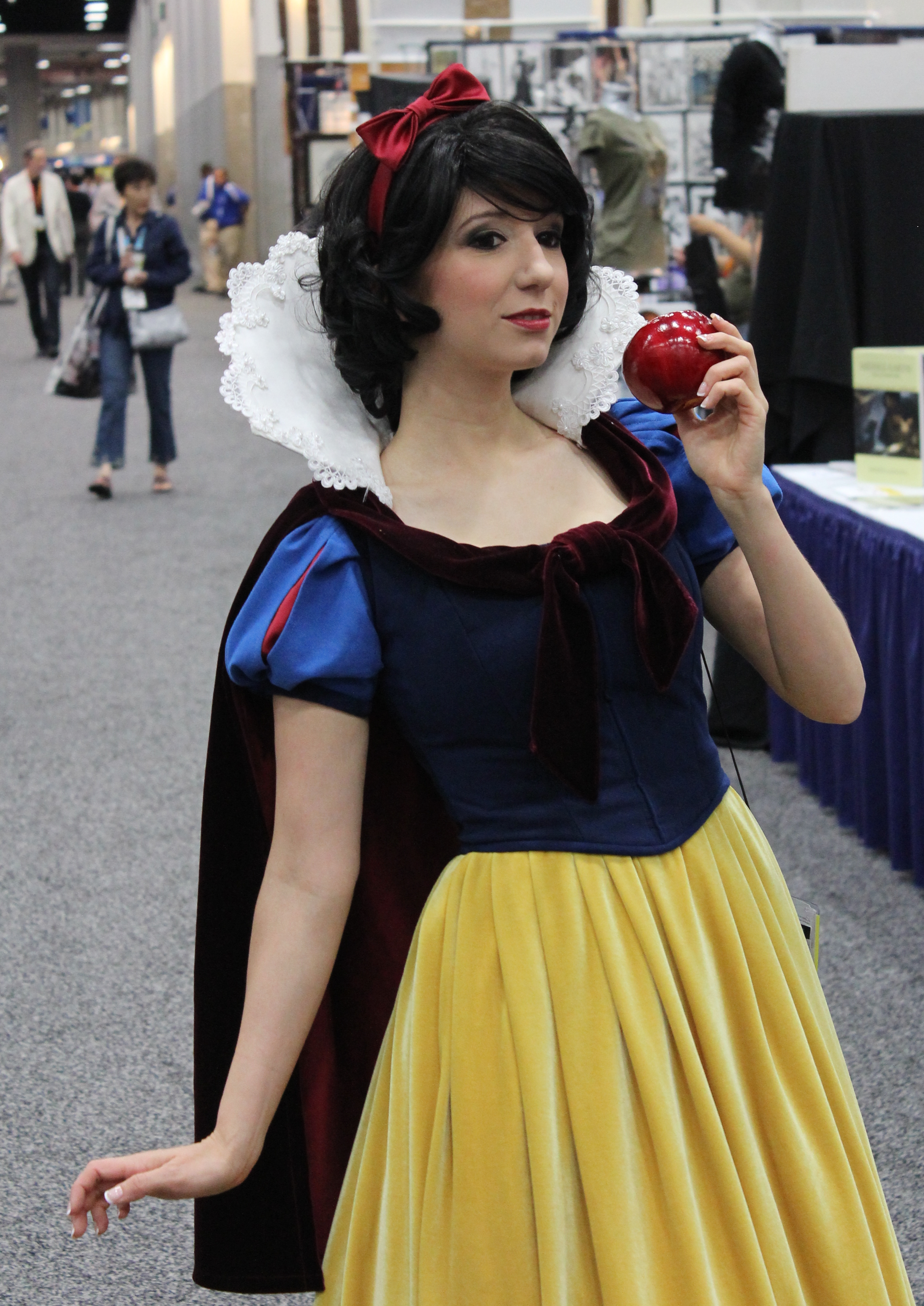
白雪姫、サンディエゴ・コミコン 2012
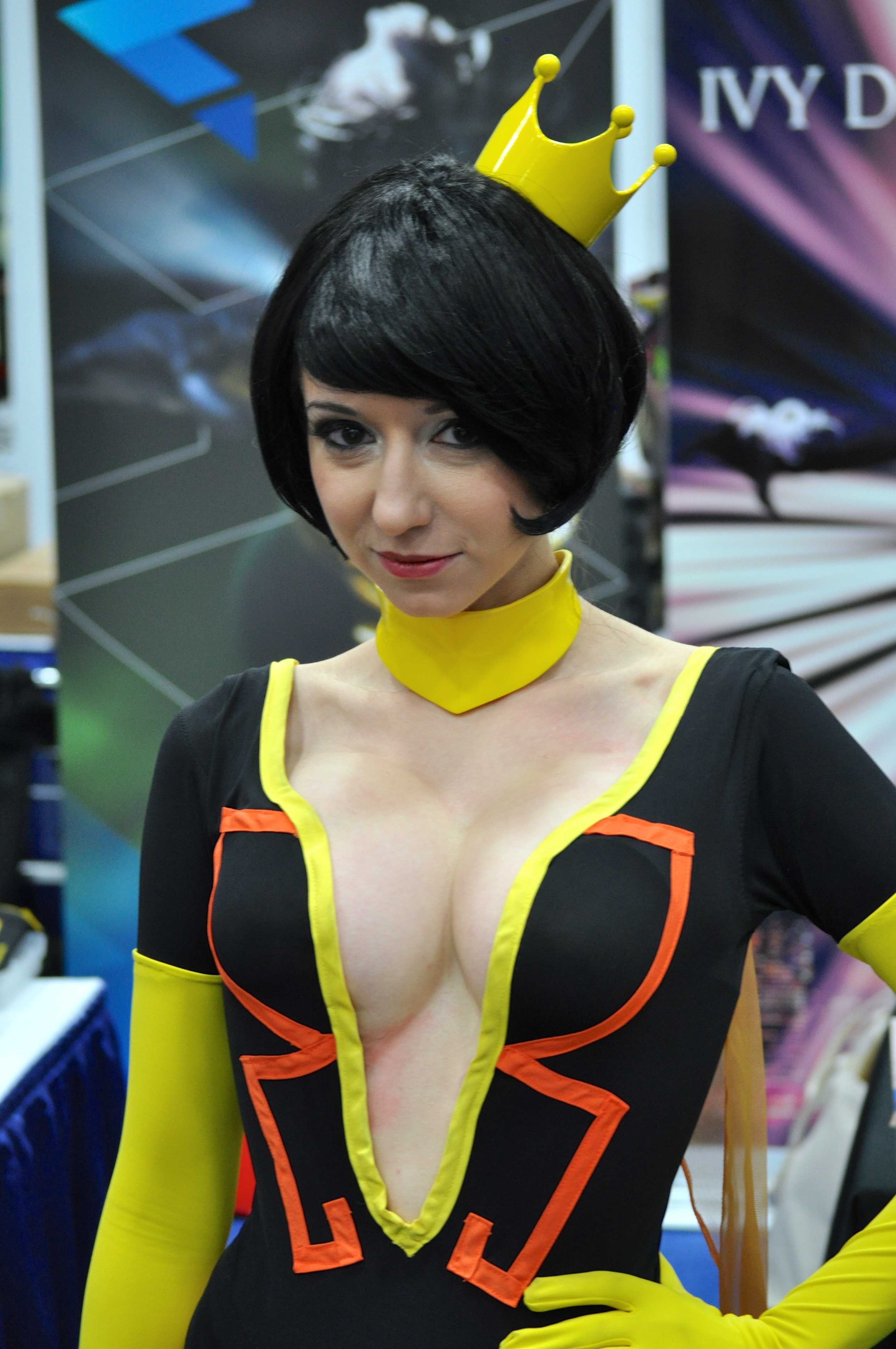
ドクター・ミセス・ザ・モナーク (Dr. Mrs. The Monarch)（『ベンチャー・ブラザーズ（英語版）』）、サンディエゴ・コミコン 2013